# 카운트 (2023년 영화)
"카운트"는 2023년에 개봉한 대한민국의 영화이다.

## 줄거리
금메달리스트 출신 체육선생 ‘시헌’(진선규)과 주먹 하나는 타고난 반항아 ‘윤우’(성유빈), 그들이 불공평한 세상을 향해 시원한 한방을 날리는 이야기

## 출연진

### 주연
- 진선규 : 박시헌 역 - 금메달리스트 출신 체육선생.
- 성유빈 : 최윤우 역 - 주먹 하나는 타고난 반항아.
- 오나라 : 조일선 역
- 고창석 : 교장 역
- 장동주 : 이환주 역
- 고규필 : 구만덕 역
- 김민호 : 박복만 역

### 조연
- 이홍내 : 이동수 역
- 이도하
- 조연우 : 해성고 복싱부 교육감배 선수 역
- 임정민 : 전국체전 본선 심판 역
- 이종화 : 가오 역
- 최형태 : 복코 역
- 추정훈 : 조디 역
- 신재백 : 박주원 역
- 태인호 : 송희철 역
- 차순배 : 협회 회장 역
- 이준혁 : 오 기자 역
- 최우혁 : 박병욱 역
- 라재웅 : 동수 부 역

### 그 외 출연진
- 방성욱 : 송 주심 역
- 임준택 : 경화반점 사장 역
- 김송일 : 윤우 부 역
- 우정원 : 윤우 엄마 역
- 조휘 : 사회자 역
- 정희영 : 가오 모 역
- 김선화 : 조디 모 역
- 노은정 : 복코 모 역
- 윤서정 : 복안 모 역
- 한철우 : 김 형사 역
- 정진혁 : 이 형사 역
- 최솔희 : 허 교사 역
- 우연서 : 박 교사 / 학교 방송 목소리 역
- 권순미 : 권 교사 역
- 김수환 : 국밥집 사내 2 역
- 이윤희 : 노 교사 (특별출연)
- 이일화 : 구도순 역 (특별출연)
- 박성근 : 대한체육회 이사장 역 (특별출연)
- 김한종 : 국밥집 사내 1 역 (특별출연)
- 설경구 (특별출연)
- 송중기 (특별출연)

## 참고 사항
- 진선규와 고창석은 영화 《아부의 왕》 이후로 12년 만에 재회하는 작품이다.
- 진선규와 고규필은 영화 《로망》 이후로 5년 만에 재회하는 작품이다.
- 진선규와 송중기는 영화 《승리호》 이후로 3년 만에 재회하는 작품이다.
- 고창석과 이홍내는 영화 《늑대사냥》 이후로 2년 만에 재회하는 작품이다.
- 고규필과 이홍내는 영화 《나를 기억해》 이후로 6년 만에 재회하는 작품이다.
- 고규필과 한철우는 KBS 2TV 주말 드라마 《파랑새의 집》 이후로 9년 만에 재회하는 작품이다.
- 차순배와 이일화는 MBC 월화 드라마 《히트》 이후로 17년 만에 재회하는 작품이다.
- 옥주리와 이일화는 KBS 2TV 주말 드라마 《신사와 아가씨》 이후로 3년 만에 재회하는 작품이다.